# 大公宮
49°36′40″N 06°07′57″E / 49.61111°N 6.13250°E
大公宮是位於盧森堡南部盧森堡市的一座宮殿，也是盧森堡大公的官邸及主要辦公場所。在1572年至1795年期間，大公宮曾是盧森堡市的市政廳。1890年後，這裡成為盧森堡大公的宮殿。二戰期間這裡被納粹德國佔領。在二戰之後再次成為大公宮殿並得到修復。

## 外部連結
- Le Palais Grand Ducal